# Emiratul Buhara
Emiratul Buhara (în persană امارت بخارا, în uzbecă Buxoro amirligi) a fost un stat din Asia Centrală  existent între anii 1785 – 1920 pe teritoriul statelor din zilele noastre Uzbekistan și Tadjikistan. Statul ocupa teritoriul dintre fluviile Amudaria și Sîrdaria, cunoscut în trecut ca Transoxiana. Teritoriul central era reprezentat de regiunea aflată de-a lungul râului  Zeravșan și principalele sale centre urbane erau orașele cu mare vechime Samarkand și Buhara, ultimul fiind și capitala emiratului. Se învecina cu Hanatul Hiva la vest, în Horezm, și cu Hanatul Kokand la est, în Fergana.

## Istoric

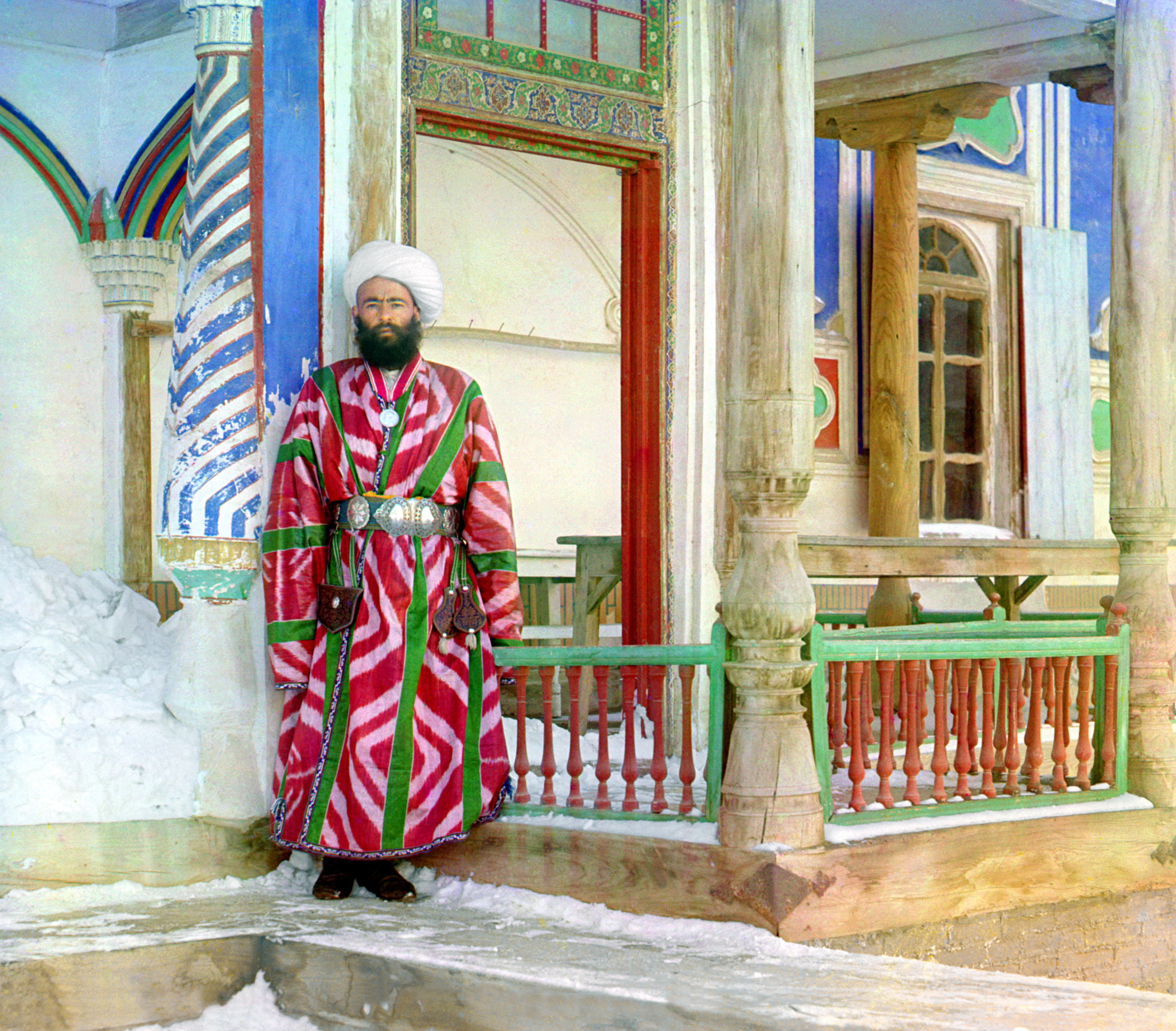
Un funcționar guvernamental din Buhara din anul 1910

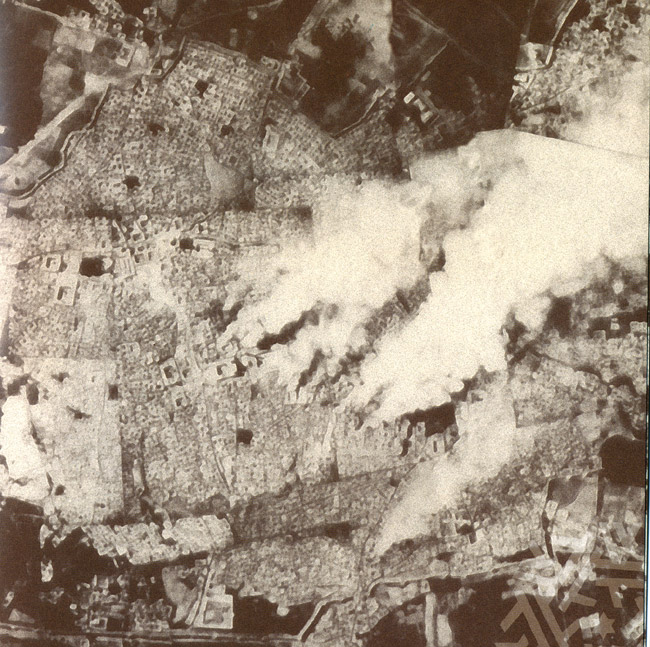
Incendiile din Buhara în timpul atacului Armatei Roșii, 1 septembrie 1920

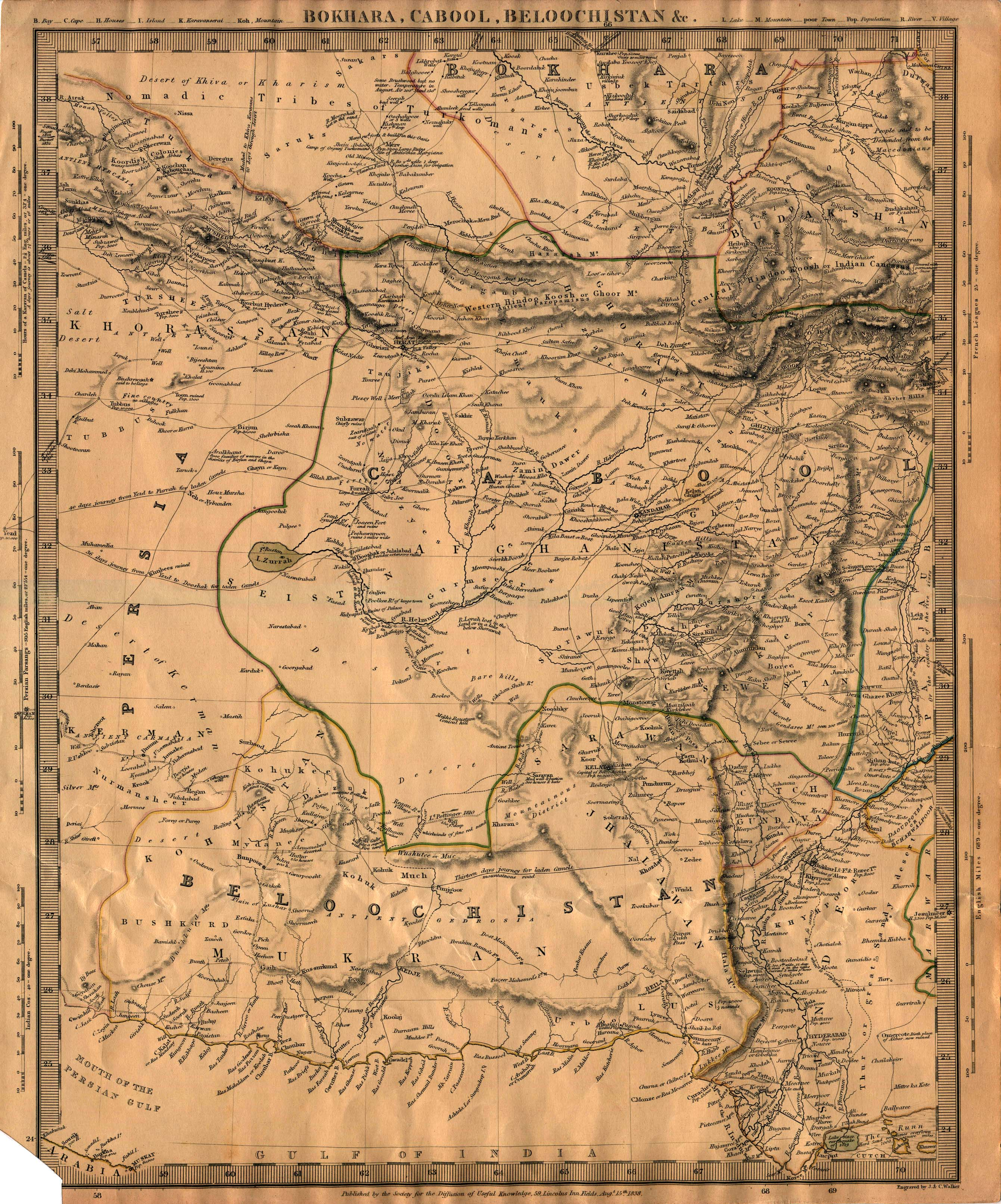
Harta care prezintă Emiratul Buhara (sus), Kabool (centru) și Balocistan (jos și dreapta).

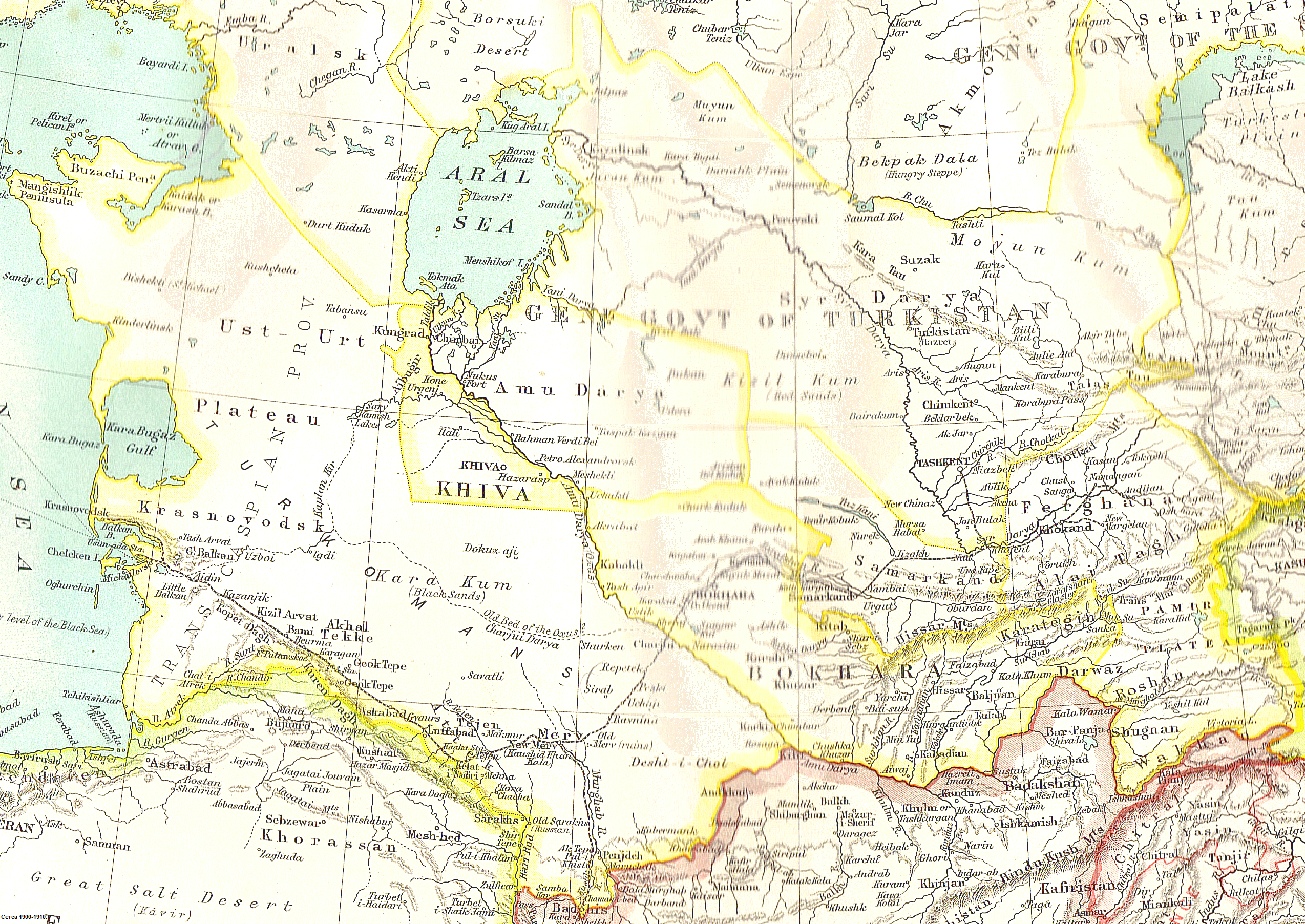
Frontierele teritorilor imperiale ruse Hiva, Buhara și Kokand în 1902–1903.

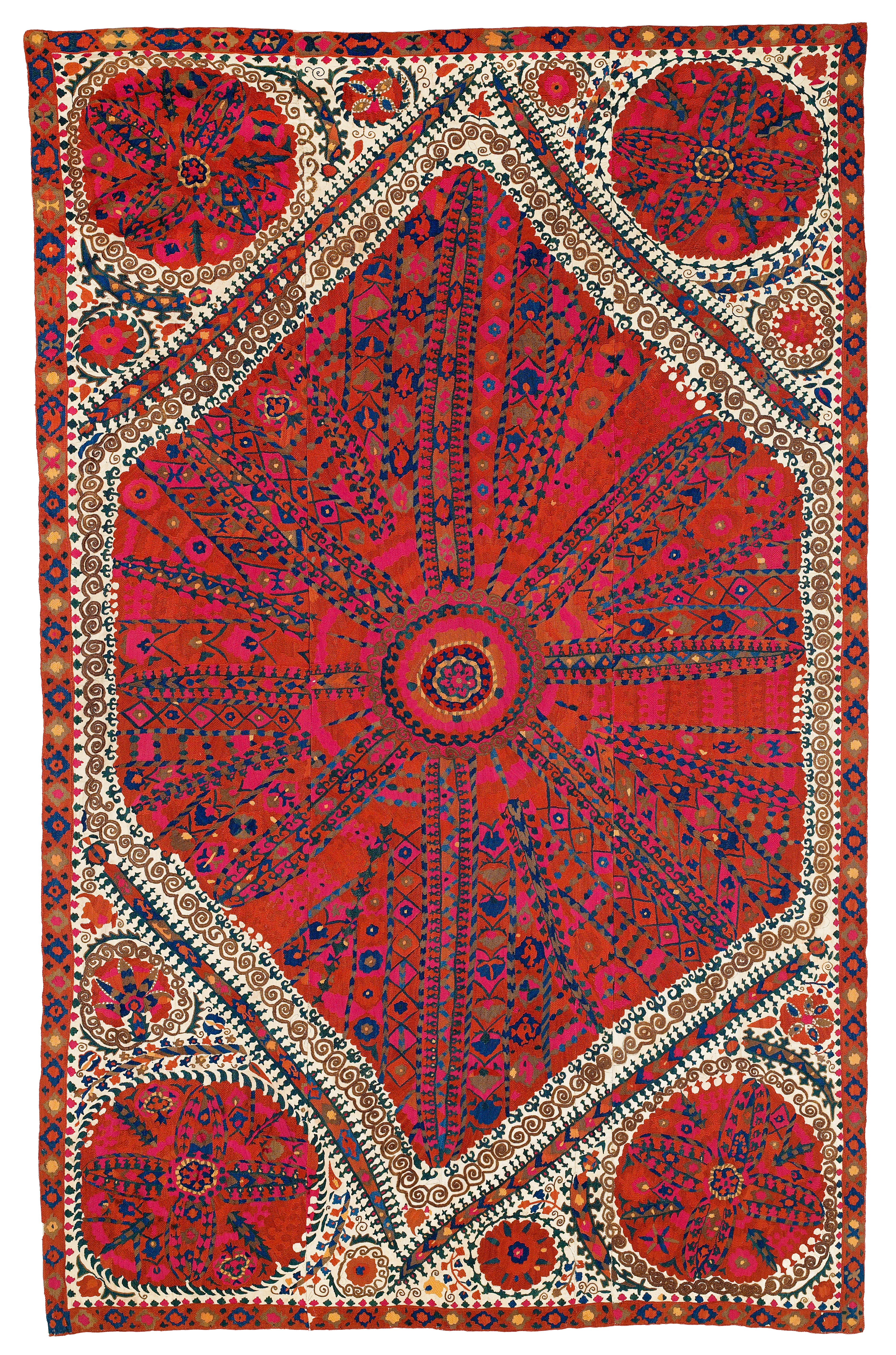
Țesătură broată decorativă (suzani) specifică pentru Buhara, de pe la mijlocul secolului al XVIII-lea

Emiratul Buhara a fost proclamat în mod oficial în 1785, după ce emirul mangut Shah Murad și-a asumat conducerea regiunii. Buhara a fost unul dintre puținele state din Asia Centrală apărute după dispariția Imperiului Mongol, care nu a fost condus de descendenții lui Ginghis Han (în afară de cei timurizi), și el și-a bazat legitimitatea mai degrabă pe principiile islamice, decât pe dreptul sângelui, iar monarhul și-a luat titlul islamic de emir în loc de cel de han. Ambii vecini ai emiratului, Hanatul Hiva și Hanatul Kokand, dar și predecesorul statului, Hanatul Buhara, au fost conduși de urmași ai lui Ginghis Han.
De-a lungul secolului al XVIII-lea, emirii, profitând de poziția lor de atalıq, au câștigat treptat controlul efectiv asupra Hanatului Buhara. În anii 1740, când hanatul a fost cucerit de Nader Șah al Persiei, era clar că emirii dețineau puterea reală. După moartea lui Nader Șah, ataliqul Muhammad Rahim Bei i-a ucis pe Abu al-Fayz Khan și pe fiul acestuia, punând capăt dinastiei janide. De atunci emirii au permis unor hani-marionete să domnească până când, după moartea lui Abul-Ghazi Han, Șah Murad a preluat efectiv tronul.
Sir Fitzroy Maclean relatează în  Eastern Approaches cum au fost executați ofițerii și diplomații britanici Charles Stoddart și Arthur Conolly din ordinul lui Nasr-Allah bin Haydar Tora (Nasrullah Han) în contextul Marelui Joc și cum Joseph Wolff, cunoscut cu supranumele „misionarul lumii”, nu a avut parte de aceeași soartă când a venit în căutarea lor în 1845. În timpul misiunii sale, misionarul a purtat costumul său canonic, ceea ce l-a făcut pe Emir să izbucnească în râs și să declare „Dr. Wolff a primit în cele din urmă permisiunea să părăsească Bohara, spre surprinderea mulțimii, care nu era obișnuită cu o asemenea clemență.”
În 1868, emiratul a fost înfrânt în războiul cu Imperiul Rus, care urmărea cucerirea întregii regiuni. Rusia a anexat cea mai mare parte a teritoriul emiratului, inclusiv a orașului important Samarkand. În 1873, ceea ce mai rămăsese din Emiratul Buhara a fost transformat într-un protectorat rus,, înconjurat de gubernia Tukestanului.
Forțele reformiste din cadrul emiratului s-au lovit de lipsa de cooperare a emirului Mohammed Alim Khan, care nu era dispus să cedeze din puterile sale absolute, și au cerut ajutorul militar al revoluționarilor bolșevici rușiaries. Armata Roșie a eșuat în primul atac din martie 1920, dar a efectuat o acțiune militară încununată de succes în luna septembrie a aceluiași an. Emiratul Buhara a fost cucerit de bolșevici și a fost proclamată Republica Sovietică Populară Buhariană. În zilele noastre, teritoriul fostului Emirat este găsit în cea mai mare parte în Uzbekistan, unele regiuni fiind parte a teritoriilor Tajikistan, Turkmenistanului Kazahstanului. Între 1793 și 1850, o regiune din nordul Afganistanului a aparținut de asemenea emiratului.

## Familia emirului
Fiica emirului, Shukria Raad Alimi, a lucrat ca jurnalistă la Radioteleviziunea Națională Afgană. Shukria Raad a fugit împreună cu familia din Afganistan la câteva luni după ce trupele sovietice au invadat țara în decembrie 1979. Ea, soțul, tot jurnalist, și cei doi copii s-au refugiat în Pakistan și, după o oprire în Germania, au ajuns în Statele Unite. În 1982, ea s-a alăturat echipei Vocii Americii, unde a lucrat ca editor, producător și gazdă a serviciului în limba dari. 

## Cultura
.

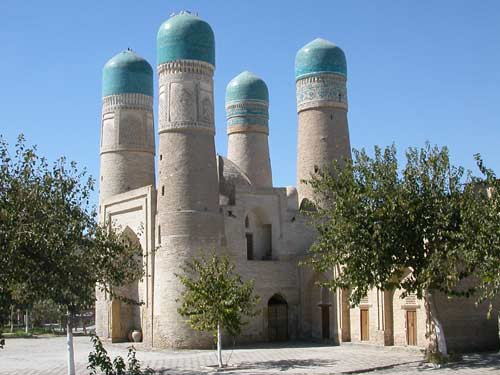
Medresa Chor Minor (Patru Minarete), Buhara, 1807

În timpul domniei emirilor Buharei, au fost construite numeroase medrese, moschei și palate. Buhara s-a aflat de-a lungul unei rute comerciale importante și a beneficiat de influențe culturale printre acestea numărându-se cele tadjice, uzbece și  evreiești.
În Buhara s-a dezvoltat o importantă școală de istorie. Cei mai faimoși istorici locali au fost Mirza Shams Bukhari, Muhammad Yakub ibn Daniyalbiy, Muhammad Mir Olim Bukhari, Ahmad Donish, Mirza Abdalazim Sami, Mirza Salimbek. 
Orașul Buhara are o istorie bogată a arhitecturii și litaraturii persane, aceste tradiții fiind continuate în perioada emiratului. Cei mai importanți artiști ai acestei perioade au fost poetul Kiromi Bukhoroi, caligrafulMirza Abd al-Aziz Bukhari și cărturarul Rahmat-Allah Bukhari. medrese din emirat au fost renumite de-a lungul întregii perioade de existență a emiratului.

## Structura administrativă și teritorială
Emiratul a fost împărțit în mai multe beilicuri (sau beklikuri):
1. Baljuvon, (acum în Tadjikistan)
2. Hisar, (acum în Tadjikistan)
3. Guzar, (acum în Regiunea Kașkadaria, Uzbekistan)
4. Darvaz, (circa 1878, acum în Regiunea Darvaz, Tadjikistan)
5. Karategin, (acum în Regiunea Rasht, Tadjikistan)
6. Kattakurgan, (acum în Regiunea Samarqand, Uzbekistan)
7. Kulyab, (acum în Regiunea Khatlon, Tadjikistan)
8. Karshi, (acum în Regiunea Kașkadaria, Uzbekistan)
9. Kerki , (acum în Provincia Lebap, Turkmenistan)
10. Charjuy, (acum în Provincia Lebap, Turkmenistan)
11. Nurata, (acum în Regiunea Navoiy, Uzbekistan)
12. Panjikent, (acum în Provincia Sughd, Tadjikistan)
13. Rushan, (acum în Regiunea autonomă Gorno-Badakhshan, Tadjikistan)
14. Samarkand, (acum în Regiunea Samarkand, Uzbekistan — parte a Rusiei din 1868
15. Shahrisabz, (circa 1870, acum în Regiunea Kașkadaria, Uzbekistan)
16. Urgut, (acum în Regiunea Samarkand, Uzbekistan)
17. Falgar, (acum în Provincia Sughd, Tadjikistan).